# Wydawnictwo Zielona Sowa
Wydawnictwo Zielona Sowa – polskie wydawnictwo książkowe założone w 1995 roku przez Mariusza Czyżowskiego w Krakowie, od 2012 roku z siedzibą w Warszawie. Zielona Sowa specjalizuje się w książkach dla dzieci i młodzieży. Wydaje rocznie ponad 400 tytułów (średnia z lat 2015–2022 nowych i wznawianych tytułów; dane własne wydawcy).

## Historia
Wydawnictwo Zielona Sowa pojawiło się na rynku wydawniczym w 1995 roku. Jego założycielem był Mariusz Czyżowski, a od roku 2003, kiedy forma prawna wydawnictwa została zmieniona z jednoosobowej działalności gospodarczej na spółkę z ograniczoną odpowiedzialnością, pełniący także funkcję prezesa zarządu. Wydawnictwo prowadziło dwie stacjonarne księgarnie w centrum Krakowa –  przy Rynku Głównym i przy Placu Wszystkich Świętych, posiadało także własną drukarnię i budynek biurowy przy ul. Cegielnianej w Krakowie. W 2005 wartość sprzedaży wyniosła 15,82 mln PLN. W roku 2006 zatrudniało 52 pracowników, w roku 2007 – 51 osób.
W 2008 roku wydawnictwo zostało kupione przez grupę kapitałową WSiP, a w 2012 roku jego siedziba została przeniesiona z Krakowa do Warszawy. W tym samym roku Zielona Sowa i należące do tej samej grupy kapitałowej wydawnictwo Book House zostały połączone. W czerwcu 2020 roku Zielona Sowa znów zmieniła właściciela, została nim Kapitałowa Grupa Inwestycyjna. 
| Imię i nazwisko          | powołanie na stanowisko | odwołanie ze stanowiska |
| Mariusz Czyżowski        | 2003                    | październik 2008        |
| Stanisław Wedler         | październik 2008        | styczeń 2009            |
| Krzysztof Leśniewski     | luty 2009               | październik 2016        |
| Anna Lubczyńska-Lafuente | listopad 2016           | czerwiec 2020           |
| Grzegorz Czajka          | od czerwca 2020         |                         |

## Oferta wydawnicza
Początkowo na ofertę wydawnictwa składały się opracowania/omówienia lektur szkolnych, słowniki i klasyka literatury polskiej i światowej. W 2006 roku sprzedaż książek dla młodych czytelników stanowiła 30% wartości, sprzedaż książek dla dorosłych 30% oraz sprzedaż encyklopedii, poradników i słowników 40%. W 2007 książki dla dzieci i młodzieży stanowiły 33% wartości sprzedaży, encyklopedie i słowniki – 30%.  Na przestrzeni lat oferta  Zielonej Sowy zmieniła się. Wydawnictwo specjalizuje się w książce dziecięcej (literatura piękna, książki edukacyjne i aktywizujące) oraz młodzieżowej, od 2021 wydawanej w ramach imprintu wydawnictwa – Books4YA.
Najbardziej rozpoznawalnymi polskimi tytułami Zielonej Sowy są serie: „Jadzia Pętelka i „Staś Pętelka”, „Misia i jej mali pacjenci”, seria o przygodach wikinga Tappiego, a także zakończona już seria „Kroniki Archeo”.
Pośród autorów współpracujących z Zieloną Sową znaleźli się, między innymi: Artur Andrus, Liliana Bardijewska, Justyna Bednarek, Katarzyna Błażejewska-Stuhr, Bohdan Butenko, Aniela Cholewińska-Szkolik, Adam Dylewski, Agnieszka Frączek, Maciej Frączyk, Joanna Jagiełło, Kasia Keller, Konrad Kruczkowski, Małgorzata Kur, Justyna Leśniewicz, Marcin Mortka, Aleksandra Piotrowska, Ewelina Protasewicz, Marcin Przewoźniak, Agnieszka Rautman-Szczepańska, Maciej Rożen, Agnieszka Stelmaszyk, Małgorzata Strzałkowska, Barbara Supeł, Elżbieta i Witold Szwajkowscy, Tomasz Tomczyk (znany jako Kominek i Jason Hunt), Katarzyna Wierzbicka, Iga Zakrzewska-Morawek.
W czerwcu 2021 roku postanowiono wydzielić ofertę skierowaną dla młodzieży, tworząc imprint Books4YA. Pierwszą książką wydaną pod tą marką była powieść Juno Dawson „Targ mięsny”. Do końca 2022 roku wydanych zostało 18 tytułów z logo Books4YA. Wśród nich znalazły się książki autorstwa między innymi: Holly Bourne, Holly Jackson, Lisy Lueddecke, Cynthii Murphy czy Sue Wallman.

## Udział Zielonej Sowy w rynku książki dziecięcej
Według statystyk Biblioteki Narodowej, w 2021 roku wydanych zostało 3005 tytułów w kategorii książki dziecięcej, z czego 263 tytuły były nowościami Wydawnictwa Zielona Sowa. Jest to najwyższy wynik wśród wszystkich wydawców i stanowi 8,75% rynku książki dziecięcej w Polsce.

## Nagrody i nominacje
- O czym szumią muszle – wyróżnienie w konkursie  „Książka Roku 2014” Polskiej Sekcji IBBY[12];
- Puk, puk! Zastałem króla? – 27. Ogólnopolska Nagroda Literacka im. Kornela Makuszyńskiego[13];
- To już nie ma znaczenia – nominacja literacka w konkursie  „Książka Roku 2020” Polskiej Sekcji IBBY[14];
- Powrót do Krainy Czarów – nagroda internautów w kategorii najlepsza książka dla najmłodszych w plebiscycie „Książka Roku 2020” serwisu Granice.pl[15];
- Mirabelka – wyróżnienie w konkursie „Książka Roku 2018”  Polskiej Sekcji IBBY  2018[16];
- Mirabelka – Wydarzenie Roku 2018 „Magazynu Literackiego Książki”[17];
- Mirabelka – nagroda główna w XVII edycji konkursu „Świat Przyjazny Dziecku” (konkurs organizowany przez Komitet Ochrony Praw Dziecka);
- Mirabelka – Nagroda Literacka m. st. Warszawy[18];
- Mirabelka – Słoneczniki 2019, wyróżnienie w kategorii język (Warszawa)
- Mirabelka – nominacje w konkursach: „Przecinek i Kropka”, Nagroda Żółtej Ciżemki, Nagroda Literacka im. Kornela Makuszyńskiego;